# リライアンス・コミュニケーションズ
リアライアンス・コミュニケーションズ（英語：Reliance Communications Limited）は、インドマハーラーシュトラ州ナビムンバイに本社を置く情報・通信業会社。リライアンス・ADA・グループの一角を成す。

## 概要
インド国内における携帯電話事業者としては一時第2位の規模にあったが、低価格競争で赤字続きとなり2017年に携帯電話事業から撤退。
2019年2月、破産申請を行った。